# Streckziehen
Das Streckziehen oder Tiefen ist ein Fertigungsverfahren der Hauptgruppe Umformen und gehört nach DIN 8585 zusammen mit dem Längen und Weiten zum Zugumformen. Es kann grob in zwei Verfahrensvarianten unterteilt werden:
1. Beim einfachen Streckziehen wird das Blech am Rand (nicht allseitig, sondern in der Regel zweiseitig) in feststehende, aber axial drehbare Klemmvorrichtungen eingespannt und dann mit einem Stempel umgeformt, der als Außenform die Innenform des Blechbauteils aufweist. Das Verfahren kann auch mit vierseitiger Einspannung angewendet werden.
2. Eine andere Variante ist das Tangentialstreckziehen. Hier wird zuerst das Werkstück durch das Auseinanderfahren der Klemmvorrichtungen bis zur Fließgrenze gestreckt. Anschließend wird das Blech mit einer Kreisbewegung der Einspannung an den Stempel angelegt. Das Verfahren teilt sich so in eine Zug- und Biegeumformung auf. Der Ablauf der Bewegung zum Strecken und Biegen kann so kombiniert werden, dass Biegen und Ziehen gleichzeitig abläuft. Durch den in mindestens zwei Richtungen geführten Weg der Einspannung ist das Ausformen von Hinterschneidungen möglich.

Im Gegensatz zum Tiefziehen kann aufgrund der Einspannung des Werkstücks das Material nicht vom Rand her nachfließen, weshalb es gestreckt wird und sich die Dicke des Blechs verringert.

## Anwendung
Die Verfahren des Streckziehens werden für großflächige Bauteile der Luft- und Raumfahrtindustrie sowie der Automobilindustrie angewandt. Die einfache und kostengünstige Ausführung der Streckziehwerkzeuge erlaubt es, das Streckziehverfahren für kleine und mittlere Stückzahlen anzuwenden. Der Nachteil der geringen Ziehtiefe dieses Verfahrens wird durch eine Kombination mit dem Tiefziehen aufgehoben.